# 스티븐 섀뉴얼
스티븐 호엘 섀뉴얼(영어: Stephen Hoel Schanuel, 1933년 7월 14일 ~ 2014년 7월 21일)은 미국의 수학자이다. 추상대수학·범주론·수론·측도론에 공헌하였다.

## 생애
1933년 7월 14일 세인트루이스에서 태어났다. 프린스턴 대학교에서 수학을 전공하여 1955년에 학사 학위를 수여받았다. 이후 시카고 대학교에서 서지 랭 아래서 1963년에 박사 학위를 수여받았다. 아직 박사 과정 학생일 때 섀뉴얼 보조정리를 증명하였다. 1966년에 초월수에 대한 섀뉴얼 추측을 제시하였다.:30–31
이후 버펄로 대학교 수학 교수가 되었다. 2014년 7월 21일에 플로리다주 잭슨빌에서 사망하였다.

## 참고 문헌
1. ↑  Lang, Serge (1966). 《Introduction to transcendental numbers》 (영어). Addison–Wesley.

- “Memorial: Stephen H. Schanuel ’55” (영어). Princeton Alumni Weekly. 2015년 4월 22일.